# Оксижен
| Горлив газ   | Температура °C | Интензитет cal/cm3 /s |
| ------------ | -------------- | --------------------- |
| Ацетилен     | 3270           | 3500                  |
| Метан        | 3100           | 1700                  |
| Пропан-бутан | 3185           | 1500                  |
| Водород      | 2810           | 2100                  |

Оксижен е апарат за заваряване или рязане на метали. Работи на базата на газова смес – кислород и горлив газ, най-често ацетилен. Количеството кислород може да се регулира. При заваряването се получават високи температури, силен интензитет и искри, което налага носенето на специални дрехи и специални очила за заваряване, на които може да се повдига екрана. Използва се при ремонтни работи за заваряване на стомана, чугун и цветни метали.